# ۳۲۸ (قمری)
۳۲۸ (قمری)

## درگذشتگان
- شیخ کلینی، از بزرگترین محدثین و عالمان شیعه در قرن ۴ قمری
- ابن مقله، ادیب، خوشنویس، مبتکر خطوط مختلف.